# Airspeed AS 39
Die Airspeed AS 39 Fleet Shadower war ein britisches Projekt eines Aufklärungsflugzeug in der Zeit des Zweiten Weltkrieges, das speziell für die Rolle eines Flottenbeobachters konzipiert wurde. Es sollte von Flugzeugträgern aus starten und durch gute Langsamflugeigenschaften besonders dazu geeignet sein, gegnerische Flottenverbände nachts über längere Zeiträume zu beobachten.
Grundlage für die Entwicklung war die Anforderung OR.52 (OR = Operational Requirement), aus der 1937 die Spezifikation S. 23/37 hervorging, die ein dreisitziges Flugzeug forderte, das von Flugzeugträgern aus starten konnte. Es sollte über mindestens sechs Stunden mit 38 Knoten Geschwindigkeit fliegen können, über sehr gute Sichteigenschaften verfügen, durfte eine gewisse Größe nicht überschreiten, um auf Flugzeugträgern untergebracht werden zu können, und sollte bei möglichst geringer Geschwindigkeit möglichst leise fliegen können. Ein weiterer Entwurf, der aufgrund dieser Spezifikation gebaut wurde und daher der AS 39 sehr ähnlich sah, war die General Aircraft GAL 38. Die auffälligsten Unterschiede lagen im Fahrwerk, das bei der AS 39 als Bugradausführung mit einem verlängerten Fahrwerksbein ausgelegt wurde, und im Leitwerk, das bei der AS 39 aus einem Dreifachleitwerk mit relativ kleinen Leitwerksflächen bestand.
Die Tragflächen der AS 39 bestanden aus Holz und wurden bewusst wasserdicht konstruiert, damit sich das Flugzeug im Falle einer Notwasserung länger über Wasser halten konnte. Der Rumpf bestand aus Metall. Der Beobachterraum am Bug konnte bei Bedarf abgenommen werden. Ungewöhnlich für ein viermotoriges Flugzeug war die Möglichkeit, die Tragflächen manuell nach hinten abzuklappen, um es platzsparend auf einem Flugzeugträger unterbringen zu können. Von zwei bestellten Prototypen wurde nur einer gebaut: N1323. Der Erstflug erfolgte am 17. Oktober 1940. Die GAL 38 und die AS 39 hatten schließlich eine Minimalgeschwindigkeit von 35 Knoten erreicht. Bei entsprechendem Wind konnten sie dadurch relativ zum Boden gesehen sogar rückwärts fliegen. Dies wurde bei der AS 39 durch ein komplexes System von pneumatisch und hydraulisch gesteuerten Klappen erreicht.
Die Flugeigenschaften erfüllten dennoch die Erwartungen nicht. Beim Ausfall nur eines der Motoren waren die Flugeigenschaften besonders schlecht. Auch der Konkurrenz ging es mit der GAL 38 nicht besser. Die Spezifikation S. 23/37 wurde im Februar 1941 schließlich zurückgezogen, da es für diesen Zweck keine Alternative zu den Pobjoy-Niagara-V-Triebwerken gab.

## Technische Daten
| Kenngrößen             | Daten                                       |
| ---------------------- | ------------------------------------------- |
| Besatzung              | 3                                           |
| Länge                  | 12,20 m                                     |
| Höhe                   | 3,17 m                                      |
| Spannweite             | 16,25 m                                     |
| Leermasse              | 2085 kg                                     |
| max. Startmasse        | 3140 kg                                     |
| Antrieb                | vier Pobjoy Niagara V mit je 97 kW (130 PS) |
| Höchstgeschwindigkeit  | 202 km/h                                    |
| Mindestgeschwindigkeit | 53 km/h (volle Leistung auf Meereshöhe)     |
| Dienstgipfelhöhe       | 4480 m                                      |